# St. Michael (Falkenhagen)

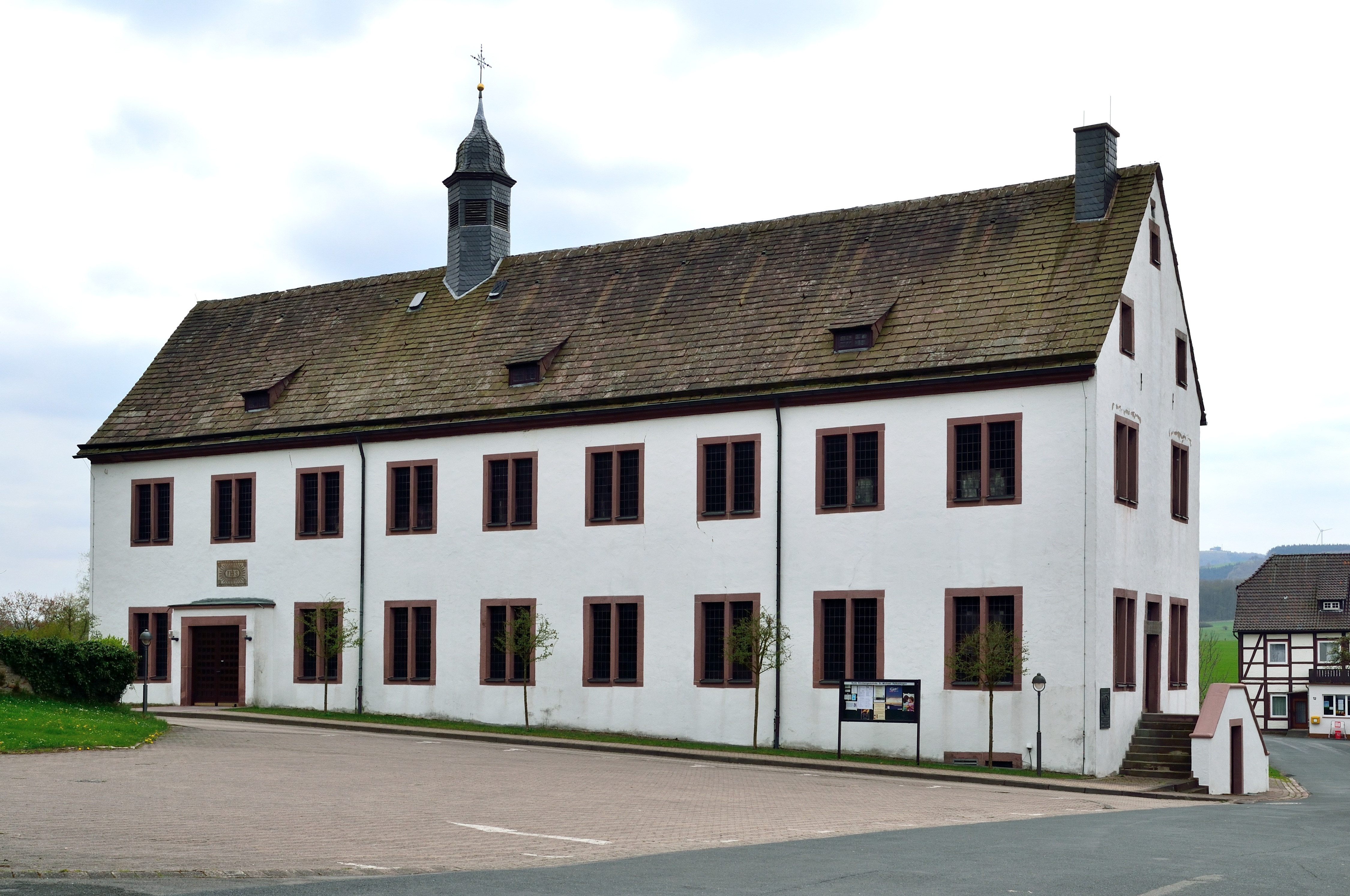
St. Michael (Falkenhagen)

Die römisch-katholische, denkmalgeschützte Pfarrkirche St. Michael steht in Falkenhagen, einem Ortsteil der Stadt Lügde im Kreis Lippe  von Nordrhein-Westfalen. Die Kirchengemeinde gehört zum Pastoralverbund Falkenhagen-Lüdge-Bad Pyrmont im Dekanat Bielefeld-Lippe des Erzbistums Paderborn.

## Beschreibung
Das zweigeschossige Gebäude wurde 1695 von den Jesuiten für das Kloster Falkenhagen errichtet. Das Erdgeschoss diente als Kirche, das Obergeschoss als Wohnung für die Patres. 1931/32 wurde die Zwischendecke entfernt, und das Bauwerk diente ausschließlich als Sakralbau.

### Ausstattung
Der neobarocke Altar wurde 1932 unter Verwendung älterer Teile errichtet. Eine Mondsichelmadonna stammt von 1580.

### Orgel
Die Orgel mit 13 Registern, verteilt auf zwei Manuale und Pedal, wurde 1850 von einem unbekannten Orgelbauer errichtet.